# ジョン・コルトレーンの世界
『ジョン・コルトレーンの世界』（ジョン・コルトレーンのせかい、The World According to John Coltrane）はサックス奏者ジョン・コルトレーンについてのドキュメンタリー映画。
日本語字幕版DVDが2002年に発売されている。

## 概要
彼の未亡人アリス·コルトレーンの協力を得て製造された。
ドキュメンタリーは、彼が東洋の精神性のテーマを探求した、コルトレーンの仕事の後半の時代に焦点を当てている。
フィルムは彼の同時代の仲間のミュージシャンへのインタビューと思い出話から構成される。
ナレーションはエド・ウィーラー。
コルトレーンが1967年に肝疾患で死亡したので、製作陣は映像資料を見つけるのに苦労した。
したがって、思い出話が始まると静止画にズームする。
コルトレーン学者にとって非常に興味深いのは、1947年にジョン·コルトレーンが海軍にいたときにチャーリー・パーカーの「コ-KO」を演奏している音源である。
これまでに表面化している音源のうち、同サックス奏者の最古の記録とされているものだ。
他に、コンサートやスタジオ公演からもいくつか抜粋されている。
映像のほとんどが、ピアノに妻アリス·コルトレーンとドラムにRASHIEDアリを擁したコルトレーンの最後のカルテットの公演の白黒映像である。
ドキュメンタリーは、コルトレーンのキャリアの中期にも大きく焦点を当て、彼のリズムやハーモニーを簡単に紹介、ジミー・ヒースとのコラボレーション、そしてマイルス・デイビス・クインテットへの参加などをあつかう。
ドキュメンタリーの多くは黄金時代のジョン·コルトレーン·カルテットに焦点を当て、マッコイ·タイナー、ドラマーのエルヴィン·ジョーンズ、そしてベーシスト・ジミー·ギャリソンの時代の『至上の愛』などを映す。
驚くべきことに、彼の結婚を含め、ジョン·コルトレーンの個人的な生活、アリス·コルトレーン、彼の息子ラヴィ、彼の死にも密着した。

## インタビューしたミュージシャン
- ロスコー·ミッチェル（サックス奏者）
- ラシード・アリ（ドラマー）
- トミー·フラナガン（ピアニスト）
- ジミー·ヒース（サックス奏者）
- ウェイン·ショーター（サックス奏者）
- ラ·モンテ·ヤング（作曲家）
- アリス·コルトレーン（妻、ピアニスト、ハープ奏者）

## 章立て
- ラブ最高裁
- アラバマ州
- ブルー·モンク
- ダオメーダンス
- 神様
- 霧の8マイル
- ジャイアント·ステップス
- ゴスペルソング1
- ゴスペルソング2
- ホットハウス
- 感想
- 感想2
- インド
- ココ
- モロッコ民謡
- 私の好きなもの
- 私の好きなもの2
- ナイーマ
- ナンバーワン
- ラーガBhimpalisi
- モロッコのロスコー
- ラウンド·ミッドナイト
- だから何
- これから起こること

## 参照
1. ↑  Information